# C. K. Garrison

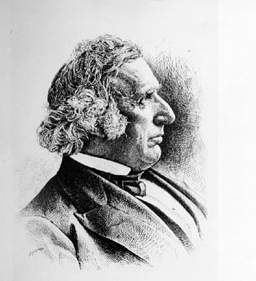
Retrato de Cornelius Kingsland Garrison

Cornelius Kingsland Garrison (1 de março de 1809 – 1 de maio de 1885) foi um construtor e político dos Estados Unidos. Foi o quinto prefeito de São Francisco entre 1853 a 1854. Nasceu em Fort Montgomery, perto de West Point, Nova Iorque.